# Сухая Тишанка
Сухая Тишанка — река, левый приток Тишанки, протекает по территории Нехаевского района Волгоградской области России. Длина реки — 11 км, площадь водосборного бассейна — 94,4 км². Годовой сток — 0,0008 км³. Расход воды — 0,025 м³/c.

## Описание
Сухая Тишанка образуется в одноимённой балке при слиянии балок Меловская и Суховская западнее леса Большой Вислы. Генеральным направлением течения реки является юг. На территории хутора Соколовский к югу от хутора Грачев впадает в Тишанку на высоте 78 м над уровнем моря.

## Данные водного реестра
По данным государственного водного реестра России относится к Донскому бассейновому округу, водохозяйственный участок реки — Хопёр от впадения реки Ворона и до устья, без рек Ворона, Савала и Бузулук, речной подбассейн реки — Хопер. Речной бассейн реки — Дон (российская часть бассейна).
Код объекта в государственном водном реестре — 05010200512107000007551.